# Agar Adamson
Pour les articles homonymes, voir Adamson.

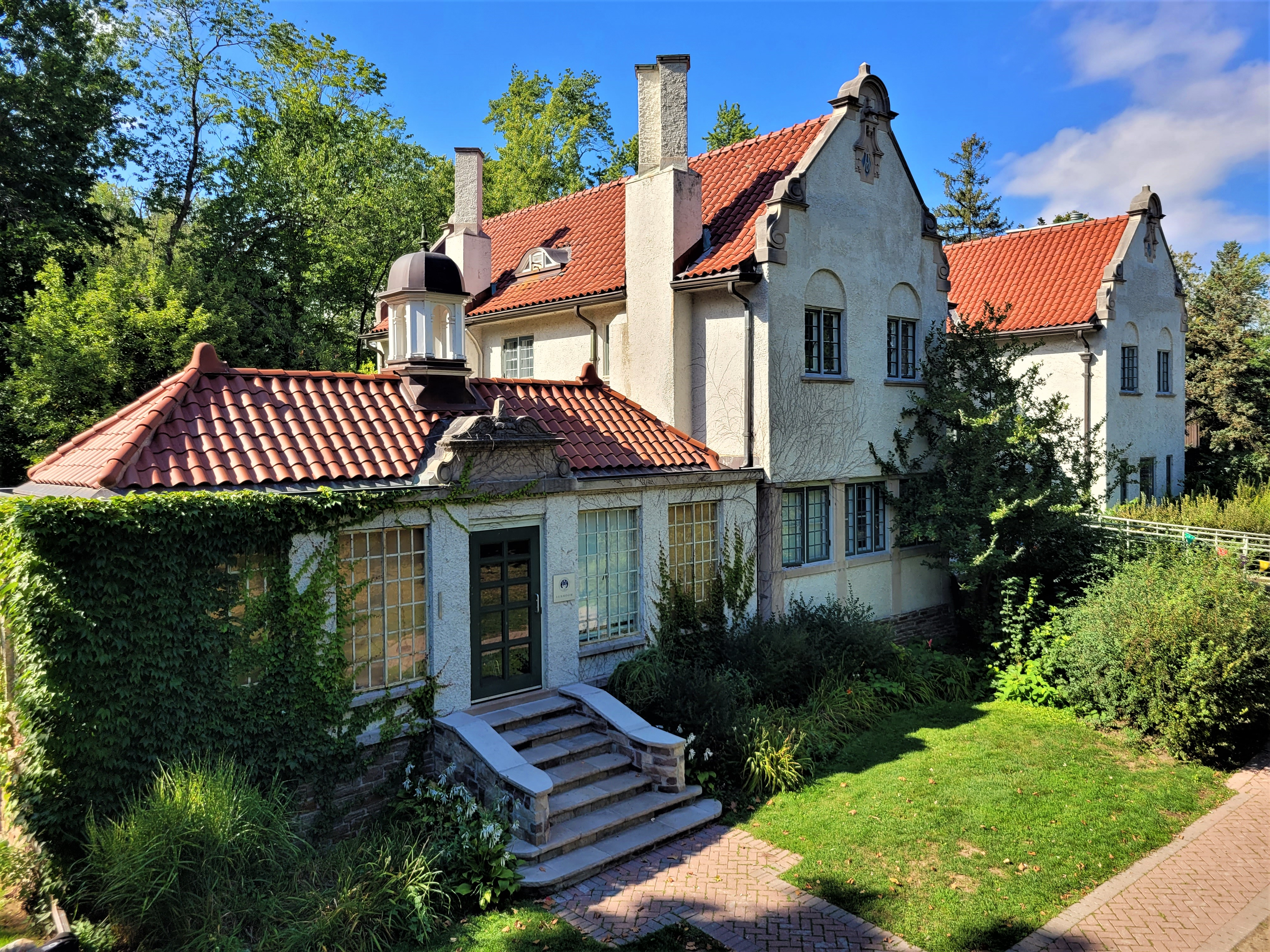
Adamson Estate

Agar Stewart Allan Masterton Adamson, né le 25 décembre 1865 à Ottawa en Ontario au Canada et décédé le 21 novembre 1929 à Londres en Angleterre au Royaume-Uni, était un soldat canadien. Il a servi au cours de la seconde guerre des Boers et de la Première Guerre mondiale. Il a commandé le Princess Patricia's Canadian Light Infantry de 1916 à 1918.

## Biographie
Agar Adamson est né à Ottawa en Ontario le 25 décembre 1865. Il a étudié à la Trinity College School à Port Hope en Ontario, puis, au Corpus Christi College à Cambridge au Royaume-Uni.
Agar Adamson retourna au Canada et devint, le 4 février 1890, un clerc junior pour le Sénat. En 1893, il reçut une commission en tant que sous-lieutenant des Governor General's Foot Guards, un régiment de la Milice canadienne. En 1899, il fut promu capitaine. La majorité de ses devoirs militaires étaient de nature cérémonielle. Le 15 novembre 1899, il maria Mabel Cawthra à Toronto en Ontario.
Après son mariage, Agar Adamson fut transféré à Halifax en Nouvelle-Écosse afin de servir au sein du 3e Bataillon de service spécial du Royal Canadian Regiment of Infantry, une unité qui a promptement été formée afin de permettre au Leinster Regiment d'être relevé de ses fonctions. En mars 1900, il utilisa ses contacts pour obtenir une position au sein du Lord Strathcona's Horse en tant que lieutenant en charge d'un groupe de 50 soldats devant être envoyé en Afrique du Sud afin de remplacer des pertes dans le cadre de la seconde guerre des Boers. Il quitta Halifax vers la fin d'avril 1900. Il rencontra son groupe à Ottawa le 30 avril 1900, puis, le jour suivant, partit à partir de Montréal au Québec pour l'Angleterre.
Le groupe se rendit à Le Cap en passant par Liverpool et Londres. Il arriva en Afrique du Sud à début du mois de juin 1900. Après être resté au camp Maitland quelque temps, le groupe se rendit à Durban au Natal en passant par Port Elizabeth et East London afin de rejoindre la Natal Field Force menée par le général Redvers Buller. La troupe du lieutenant Adamson connut le combat le 5 juillet 1900 à Wolve Spruit où le sergent Arthur Herbert Lindsay Richardson performa un acte de bravoure en sauvant un homme blessé en face d'un groupe de Boers qui s'approchaient. À la suite de cette bataille, le lieutenant Adamson recommanda que le sergent Richardson soit décoré de la croix de Victoria ; ce qui fut fait. Le lieutenant Adamson était un leader naturel et reçut une citation militaire britannique.
En novembre 1900, Agar Adamson tomba malade et fut envoyé en Angleterre afin de se rétablir. En mars 1901, on le jugea inapte au service et il fut renvoyé au Canada. En mars 1902, il fut nommé capitaine junior au sein des 6th Canadian Mounted Rifles. Il se rendit à nouveau en Afrique du Sud en mai 1902, mais la guerre se termina avant qu'il arrive.
Au début de la Première Guerre mondiale, Agar Adamson se rendit immédiatement à Ottawa et se porta volontaire pour le service. Il utilisa ses contacts pour obtenir une position de lieutenant-colonel au sein du Princess Patricia's Canadian Light Infantry. Il se rendit en Angleterre avec ce régiment en octobre 1914. Il fut décoré de l'ordre du Service distingué pour un acte de bravoure. Le 31 octobre 1916, il a été nommé commandant de son régiment et promu lieutenant-colonel. Sous son commandement, le régiment se distingua lors de leur participation aux batailles de la crête de Vimy et de Passchendaele. Ce qui valu au régiment de recevoirs des compliments de la part de sir Arthur William Currie, le commandant du Corps d'armée canadien.
En octobre 1929, Agar Adamson était un passager dans un avion expérimental qui s'écrasa dans la mer d'Irlande. Il survécut à l'écrasement et à deux heures passées en eaux froides, mais il mourut, quelques semaines  plus tard, le 21 novembre 1929 à Londres,en compagnie de sa femme et de son fils Anthony. Il fut inhumé avec tous les honneurs militaires de l'époque à l'église anglicane Trinity de Port Credit dans la ville de Mississauga en Ontario.

## Distinctions
- Ordre du Service distingué

## Descendants
Son fils, Agar Rodney Adamson (en), a été un député fédéral de 1940 à 1954. Son deuxième fils, Anthony Adamson (en), était un architeste, un professeur de l'université de Toronto, le président du Conseil des arts de l'Ontario, le designer de l'Upper Canada Village et un membre de l'ordre du Canada.